# Nycticebus borneanus
Cu li chậm Borneo (Danh pháp khoa học: Nycticebus borneanus) là một loài linh trưởng trong phân bộ Strepsirrhine và một loài trong chi Nycticebus có nguồn gốc Nam Trung đảo Borneo ở Indonesia. Trước đây được coi là một phân loài hay đồng nghĩa của Nycticebus menagensis, nhưng nó được thăng lên tình trạng loài đầy đủ vào năm 2013 khi một nghiên cứu mẫu vật tại bảo tàng và hình ảnh xác định lằn mặt riêng biệt, giúp phân biệt nó như là một loài riêng biệt. Nó được phân biệt bởi màu sẫm, tương phản đặc điểm khuôn mặt, cũng như hình dạng và chiều rộng của các sọc của các dấu hiệu trên khuôn mặt của mình.
Như các loài cu li chậm khác, các loài này sống trên cây và ăn đêm này chủ yếu ăn côn trùng, cây cao su, mật hoa, trái cây và có một vết cắn có chứa độc, một tính năng duy nhất trong số các loài linh trưởng. Mặc dù chưa được đánh giá bởi Liên minh Quốc tế Bảo tồn Thiên nhiên (IUCN), nó có thể được liệt kê như là "dễ bị tổn thương" hoặc đặt trong một thể loại có nguy cơ cao hơn khi tình trạng bảo tồn của nó được đánh giá. Nó chủ yếu bị đe dọa do mất môi trường sống và buôn bán động vật hoang dã bất hợp pháp.

## Phân loại

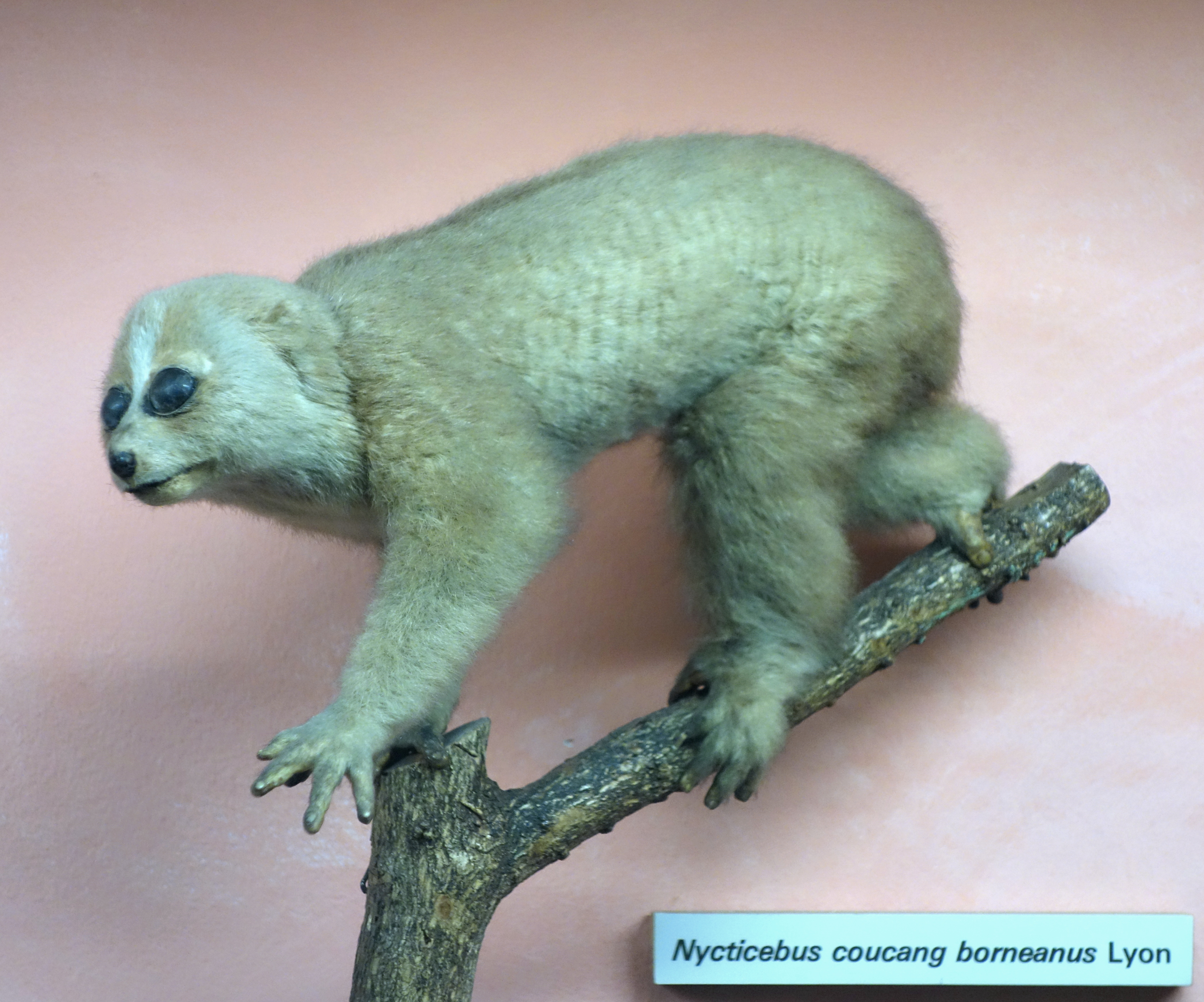
Mẫu vật tại Viện bảo tàng

N. borneanus là một loài linh trưởng trong phân bộ Strepsirrhine, và loài Nycticebus (chi Nycticebus) trong gia đình họ nhà cu li. mẫu vật bảo tàng động vật này trước đây đã được xác định là Nycticebus Borneo sử dụng tên khoa học là Nycticebus menagensis - lần đầu tiên được mô tả bởi các nhà tự nhiên học người Anh Richard Lydekker vào năm 1893 như là Lemur menagensis. Năm 1906, Marcus W. Lyon, Jr. đầu tiên mô tả N. borneanus từ phía tây Borneo. Đến năm 1953, tất cả các cu li chậm được gộp lại với nhau thành một loài duy nhất, cu li chậm Sunda (Nycticebus coucang).
Năm 1971, được cập nhật bằng cách phân biệt các lùn Nycticebus (N. pygmaeus) là một loài, và bằng cách nhận thêm bốn phân loài, bao gồm N. coucang menagensis. Từ đó cho đến năm 2005, N. borneanus được xem một từ đồng nghĩa của N. menagensis. sau này được nâng lên đến mức độ loài vào năm 2006, khi phân tích phân tử cho thấy nó có khác biệt về mặt di truyền từ N. coucang. Một đánh giá năm 2013 của mẫu vật bảo tàng và các bức ảnh do N. menagensis dẫn nâng hai phân loài trước đây của nó đối với các loài:. N. bancanus và N. borneanus [10] Ngoài ra, N. Kayan nổi lên như là một loài mới, mà trước đây đã được bỏ qua. 

## Mô tả
Giống như cu li chậm khác, nó có một cái đuôi tàn tích, đầu tròn, và tai ngắn. Nó có một cái mũi ẩm (ẩm, bề mặt thường xung quanh lỗ mũi của mũi) và một khuôn mặt rộng lớn bằng phẳng với đôi mắt lớn. Giống như N. menagensis, điều này và tất cả các loài ở Borneo khác thiếu một răng cửa thứ hai, trong đó phân biệt chúng từ các loài cu li chậm khác. Trên bàn chân trước của nó, là chữ số thứ hai là nhỏ hơn so với phần còn lại. ngón chân cái trên bàn chân sau của nó quặt ngượi lại các ngón chân khác, trong đó tăng cường sức hấp dẫn của nó. Các dấu hiệu trên khuôn mặt của N. borneanus tối và tương phản. Các vòng tối quanh mắt thường được làm tròn trên đầu, mặc dù đôi khi lan tỏa lưỡi, và họ không bao giờ đạt dưới vòm gò má. 

## Sinh thái
N. borneanus được tìm thấy ở phía nam trung tâm Borneo, ở các tỉnh của Indonesia Tây, Nam, và Trung Kalimantan. phạm vi của nó kéo dài về phía nam của sông Kapuas và phía đông sông Barito. Tuy nhiên, N. borneanus không được tìm thấy ở phía tây nam cực của hòn đảo. Giống như các loài cu li chậm khác, N. borneanus là sống trên cây, ăn đêm, và ăn tạp, chúng ăn chủ yếu là côn trùng, cây cao su, mật hoa và trái cây. Tương tự như vậy, loài này có một vết cắn độc, một tính năng độc đáo chỉ có ở cu li chậm trong số các động vật linh trưởng.
Các độc tố được sản xuất bằng cách liếm một tuyến cánh tay (một tuyến bằng khuỷu tay), và sự tiết pha trộn với nước bọt của nó để kích hoạt. vết cắn độc hại của chúng ngăn cản các động vật ăn thịt, và các độc tố cũng được áp dụng cho lông trong quá chải chuốt như một hình thức bảo vệ cho trẻ sơ sinh của chúng. Khi bị đe dọa, các con culi chậm cũng có thể liếm tuyến cánh tay của mình cung cấp các chất độc vào vết thương.

## Bảo tồn
Trong khi loài mới này vẫn chưa được đánh giá bởi IUCN, N. menagensis được liệt kê là "dễ bị tổn thương" như năm 2012. Bởi vì loài đã được chia thành bốn loài riêng biệt, mỗi loài mới phải đối mặt với một nguy cơ cao tiêu diệt. Theo đó, mỗi trong số chúng được dự kiến sẽ được liệt kê là "dễ bị tổn thương" vì ít ra, với một số trong số chúng có thể được gán cho một loại có nguy cơ cao hơn. Giữa năm 1987 và năm 2012, một phần ba trong khu rừng Borneo đã bị mất, làm mất môi trường sống là một trong những mối đe dọa lớn nhất đối với sự sống còn của N. borneanus. Việc buôn bán động vật hoang dã bất hợp pháp cũng là một yếu tố quan trọng, 